# 馬田·史高西斯與里安納度·狄卡比奧
導演兼演員組合馬田·史高西斯與里安納度·狄卡比奧經常合作，自2002年以來總共製作了五部長篇電影和一部短片。他們兩人的電影內容探索各種類型，包括犯罪、驚悚片，傳記和喜劇。有幾部電影被列入許多影評人的年度十大和十年最佳的名單裡。
這對搭檔的電影獲得了提名三十一項奧斯卡金像獎，贏得九項。2013年，兩人因合作生涯而獲得國家評論協會聚光燈獎。史高西斯與狄卡比奧的合作被認為與他與羅拔·迪尼路的合作一樣極其重要。

## 合作作品
| 標題                                    | 上映日期       | 發行公司                          | 成本    | 票房    |
| --------------------------------------- | -------------- | --------------------------------- | ------- | ------- |
| 《紐約風雲》 Gangs of New York          | 2002年12月20日 | 米拉麥克斯影業 試金石影業         | $9700萬 | $1.93億 |
| 《娛樂大亨》 The Aviator                | 2004年12月25日 | 華納兄弟 米拉麥克斯影業           | $1.1億  | $2.13億 |
| 《無間道風雲》 The Departed             | 2006年10月6日  | 華納兄弟                          | $9000萬 | $2.89億 |
| 《不赦島》 Shutter Island               | 2010年2月19日  | 派拉蒙影業                        | $8000萬 | $2.94億 |
| 《華爾街狼人》 The Wolf of Wall Street  | 2013年12月25日 | 派拉蒙影業                        | $1億    | $3.92億 |
| 《選角風雲》 The Audition               | 2015年10月27日 | Melco Crown Entertainment Limited |         | -       |
| 《花月殺手》 Killers of the Flower Moon | 2023年10月20日 | 派拉蒙影業/Apple TV+              | $2億    | -       |

## 外部連結
- Martin Scorsese在互联网电影资料库（IMDb）上的資料（英文）
- Leonardo DiCaprio在互联网电影资料库（IMDb）上的資料（英文）